# Constâncio Cloro
Constâncio I (Naísso, 31 de março de 250 – Eboraco, 25 de julho de 306), também chamado de Constâncio Cloro, foi imperador romano do Ocidente entre 305 e 306. Foi pai de Constantino, o Grande e foi casado com Júlia Helena, sobre cuja origem os historiadores não estão de acordo, alguns dizendo que provinha da linhagem real de Avalon, outros que era filha de uma concubina. Repudiou a esposa em 289 para casar-se com Flávia Maximiana Teodora, filha do imperador Maximiano, por quem foi adotado e nomeado César.
A carreira imperial de Constâncio esteve ligada basicamente à defesa da fronteira noroeste do Império Romano. Em 293, Constâncio derrotou as forças do usurpador Caráusio, que se havia declarado imperador na Britânia e no Norte da Gália. Caráusio foi assassinado pelo seu tesoureiro (racional [rationalis]) Alecto, que comandou a Britânia até 296, quando Constâncio ordenou que o prefeito pretoriano Júlio Asclepiodoto invadisse a ilha. Alecto foi derrotado e morto, e a Britânia reunida de novo ao Império unificado, de acordo com a narrativa de Sexto Aurélio Vítor. Ainda em 296, Constâncio travou batalha com os Alamanos na cidade gaulesa de Lingones (moderna Langres). Apesar de cercado na cidade, foi resgatado pelo seu exército e derrotou o inimigo, segundo o historiador Eutrópio. Derrotou depois os alamanos novamente em Vindonissa (atual Windisch), na Suíça). Estas vitórias preservaram a fronteira romana do Reno.
Durante a perseguição aos cristãos, em 303, destacou-se pela sua humanidade. Foi proclamado augusto em 305, e morreu um ano depois, na Britânia, próximo a Eburaco (atual Iorque), numa expedição militar contra as tribos dos pictos e dos escotos.

## Constâncio Cloro e o cristianismo
Na sua "Vida de Constantino", o bispo Eusébio de Cesareia afirma que Constâncio Cloro era um cristão que fingia ser pagão e que por isso não tomou parte nas perseguições de Diocleciano. Porém, é mais provável que ele fosse, na realidade, como todos os imperadores desde Aureliano até Constantino - este, antes da sua conversão ao cristianismo - um adepto do culto do Sol Invicto.

## Família e filhos
Com Helena, Constâncio teve apenas um filho, seu sucessor Constantino.
Com Teodora, teve seis:
- Dalmácio, o Censor;
- Júlio Constâncio, pai do imperador Juliano e da primeira esposa de Constâncio II, de nome desconhecido.
- Hanibaliano, que deve ter morrido antes da eliminação em massa da família por Constâncio II em 337, pois ele não aparece entre as vítimas;
- Anastácia;
- Flávia Júlia Constância, esposa do imperador Licínio;
- Eutrópia, mãe de Nepociano.